# Tōdai-ji
Tōdai-ji (jap. 東大寺 Tōdai-ji) – buddyjski kompleks świątynny w japońskim mieście Nara. Wchodzący w jego skład Pawilon Wielkiego Buddy (jap. 大仏殿 Daibutsu-den) jest największą drewnianą budowlą na świecie. Znajduje się w nim wielki posąg Buddy Rushany (jap. Nara no Daibutsu, Rushana Daibutsu, w sanskrycie Wajroczana) o wysokości 16,2 m. Świątynia jest również główną siedzibą buddyjskiej szkoły kegon. Została wpisana na listę światowego dziedzictwa UNESCO.

## Opis i historia
Jest to olbrzymi kompleks klasztorny szkoły kegon (chin. huayanzong; kor. hwaeom chong).
Główne wejście do klasztoru prowadzi przez Nandai-mon (wielką bramę południową). Pomiędzy nią a Chū-mon (bramą wewnętrzną) znajdowały się kiedyś dwie 7-kondygnacyjne pagody na wschodzie i zachodzie, każda 100-metrowej wysokości. Przechodząc przez Chū-mon, dochodzi się do Hon-dō (głównego pawilonu), zwanego Daibutsu-den – Pawilonem Wielkiego Buddy. Jest to największy na świecie drewniany budynek, mimo że po rekonstrukcji w 1709 r. został zmniejszony o 1/3. Jego wysokość sięga 48 m, długość 57 m, a szerokość 50 m. Wewnątrz znajduje się główny obiekt kultu szkoły kegon – Daibutsu (Wielki Budda) Birushana (skt. Vairocana). Jest to największy posąg Wajroczany z brązu na świecie; ma 15 m wysokości. Sama głowa zrekonstruowana w 1695 r. ma 5,3 m wysokości (dziwne proporcje rzeźby wynikają z tego, iż Birushana siedzi w pozycji medytacyjnej). Sam korpus ciała po zniszczeniach został zrekonstruowany w 1185 roku. Przebudowana i pomniejszona główna hala pod żadnym względem nie dorównuje oryginalnej hali. Brak jej stylistycznej jedności, świetnych proporcji i wyrafinowania poprzedniczki.
Na osi północnej klasztoru, czyli za Daibutsu-den, znajduje się Kō-dō – sala wykładów i zgromadzeń. Na jej flankach stoją: wieża dzwonu i biblioteka. Z trzech stron hala ta jest otoczona przez kwatery mnichów. Korytarz łączy je z refektarzem.
W 754 r. wybudowano Kaidan-in – pawilon ordynacyjny mnichów. Na jego ołtarzu znajdują się gliniane posągi shitennō – czterech niebiańskich królów, obrońców buddyzmu. Konstrukcja obecnego pawilonu pochodzi z 1731 roku.
Ważną budowlą, bo pochodzi ona z 798 r., jest Hokke-dō – Pawilon Lotosu. To w nim śpiewa się Sutrę Lotosu. Głównym obiektem kultu jest tu Fukūkensaku Kannon (skt. Amoghapāśāvalokiteśvara; Ta, która łowi wędką ludzi i przenosi ich na brzeg oświecenia) z 746 roku.
Innym obiektem, który przetrwał z pierwszego okresu klasztoru jest Tegai-mon – brama przy zachodnim murze klasztoru.
Większość budynków kompleksu pochodzi z 1180 r., gdy klasztor odbudowano po zniszczeniach w stylu południowej chińskiej dynastii Song. Styl ten nazwano daibutsu-yō – stylem wielkiego Buddy lub tenjiku-yō – stylem indyjskim. Szczególnie dobrym jego przykładem jest Nandai-mon z potężnymi figurami obrońców wiary Niō – dwóch królów, wykonanych przez Unkei i Kaikei.
Po wielkich zniszczeniach klasztoru w 1567 r. został on odbudowany przy pomocy siogunatu Tokugawy.

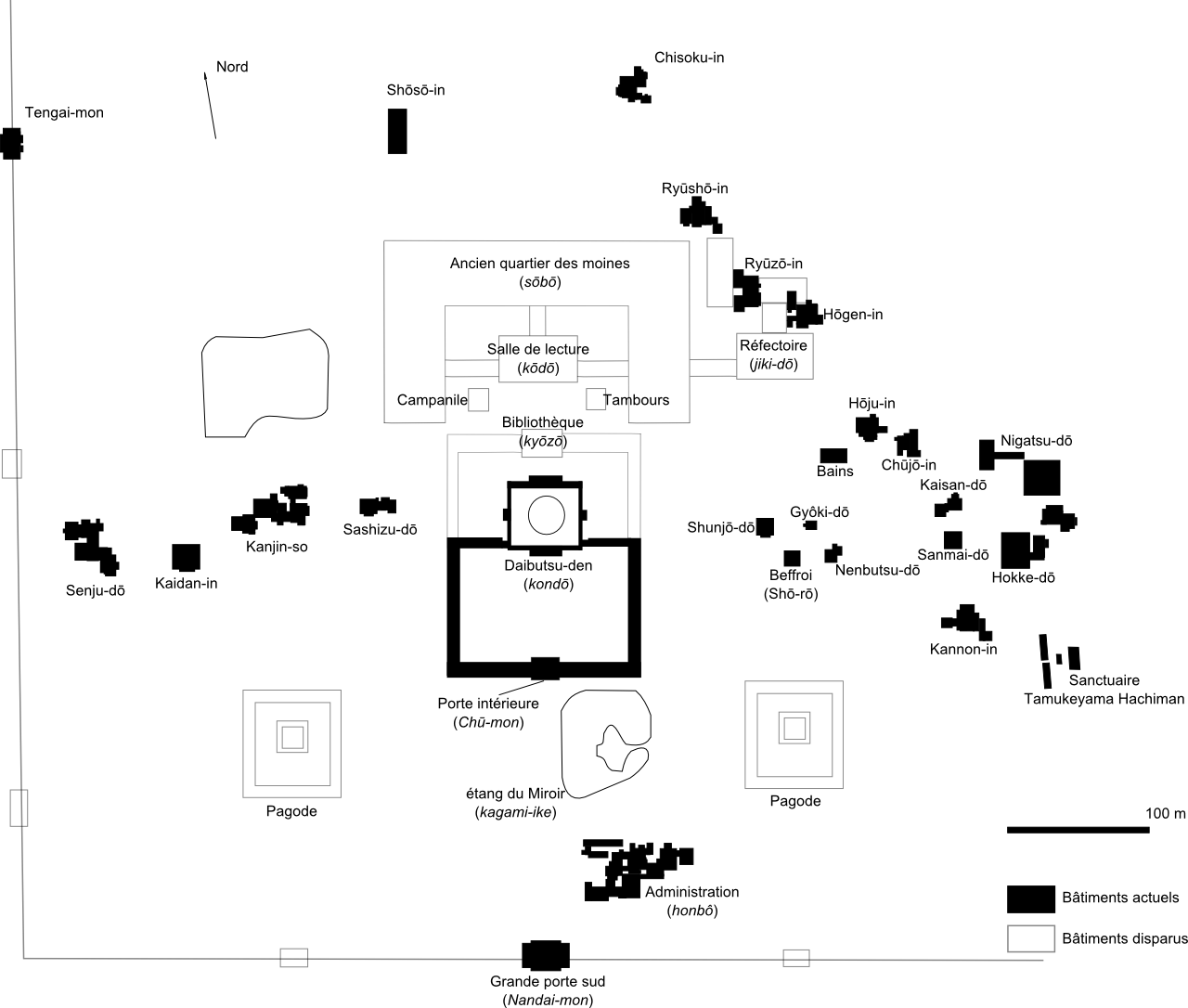
Plan klasztoru

## Galeria

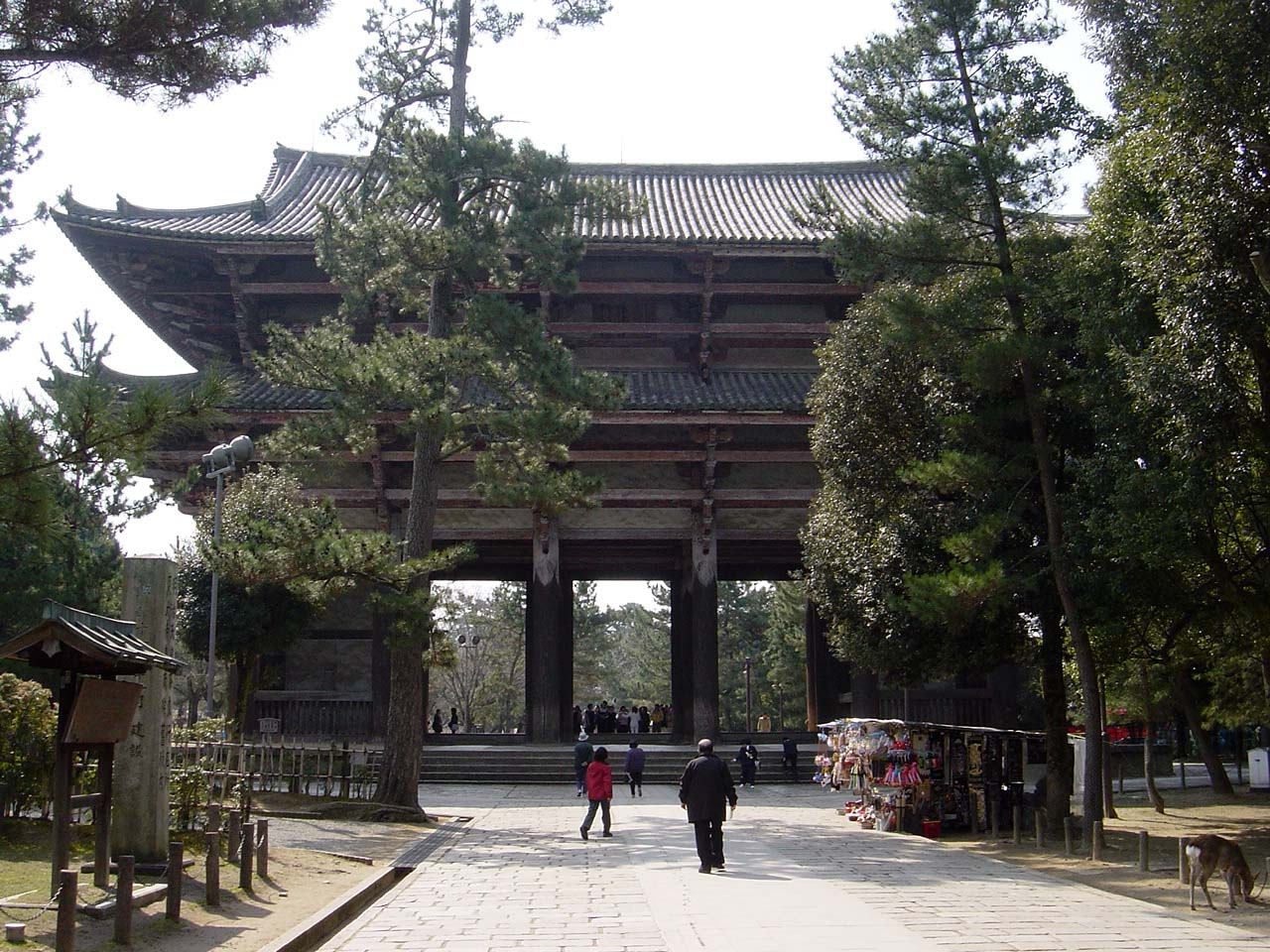
Brama główna
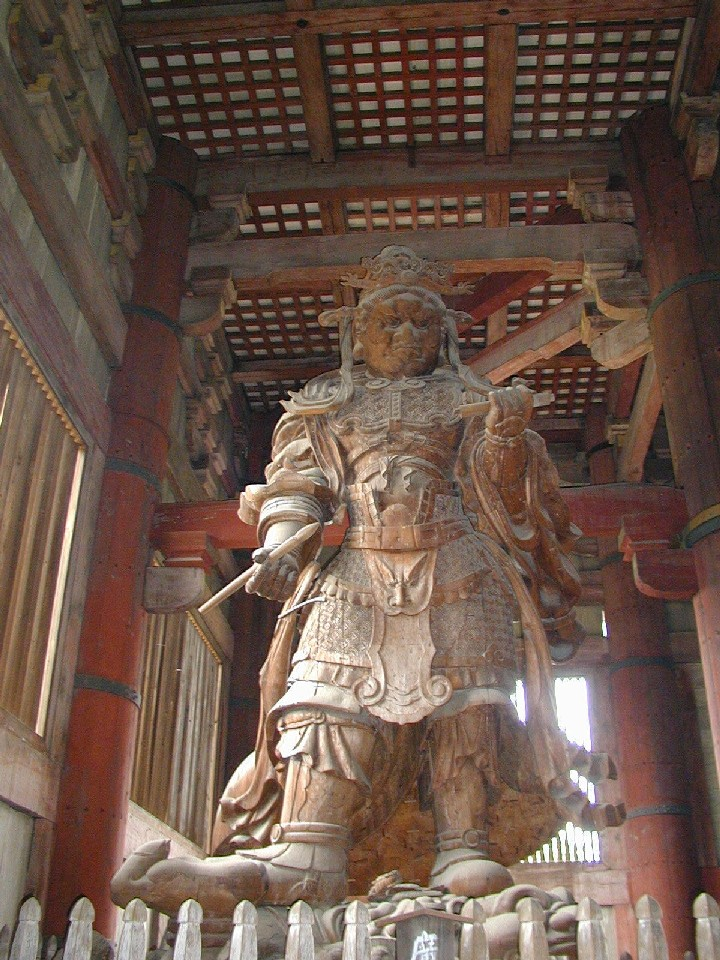
Kōmokuten
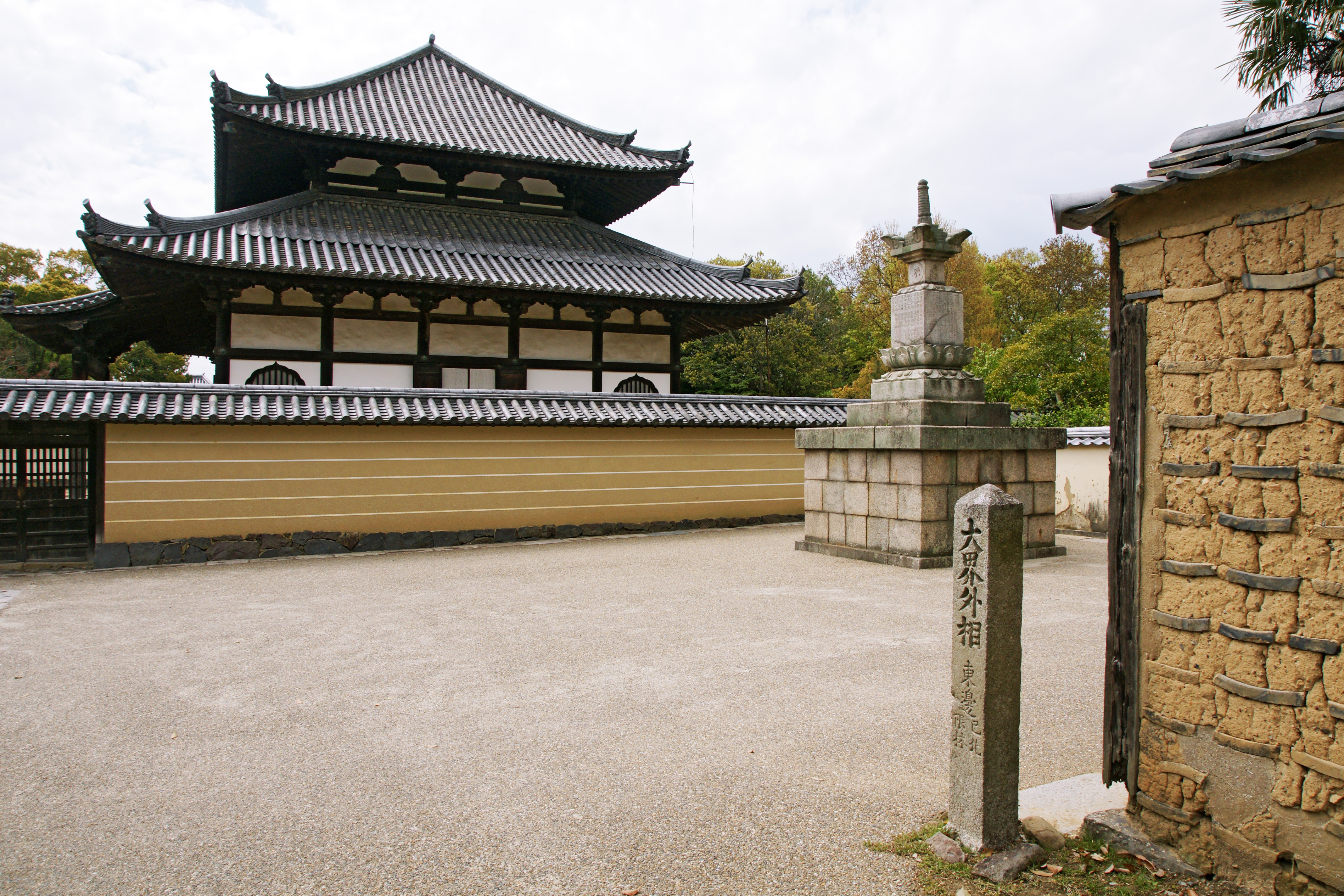
Kaidan-dō
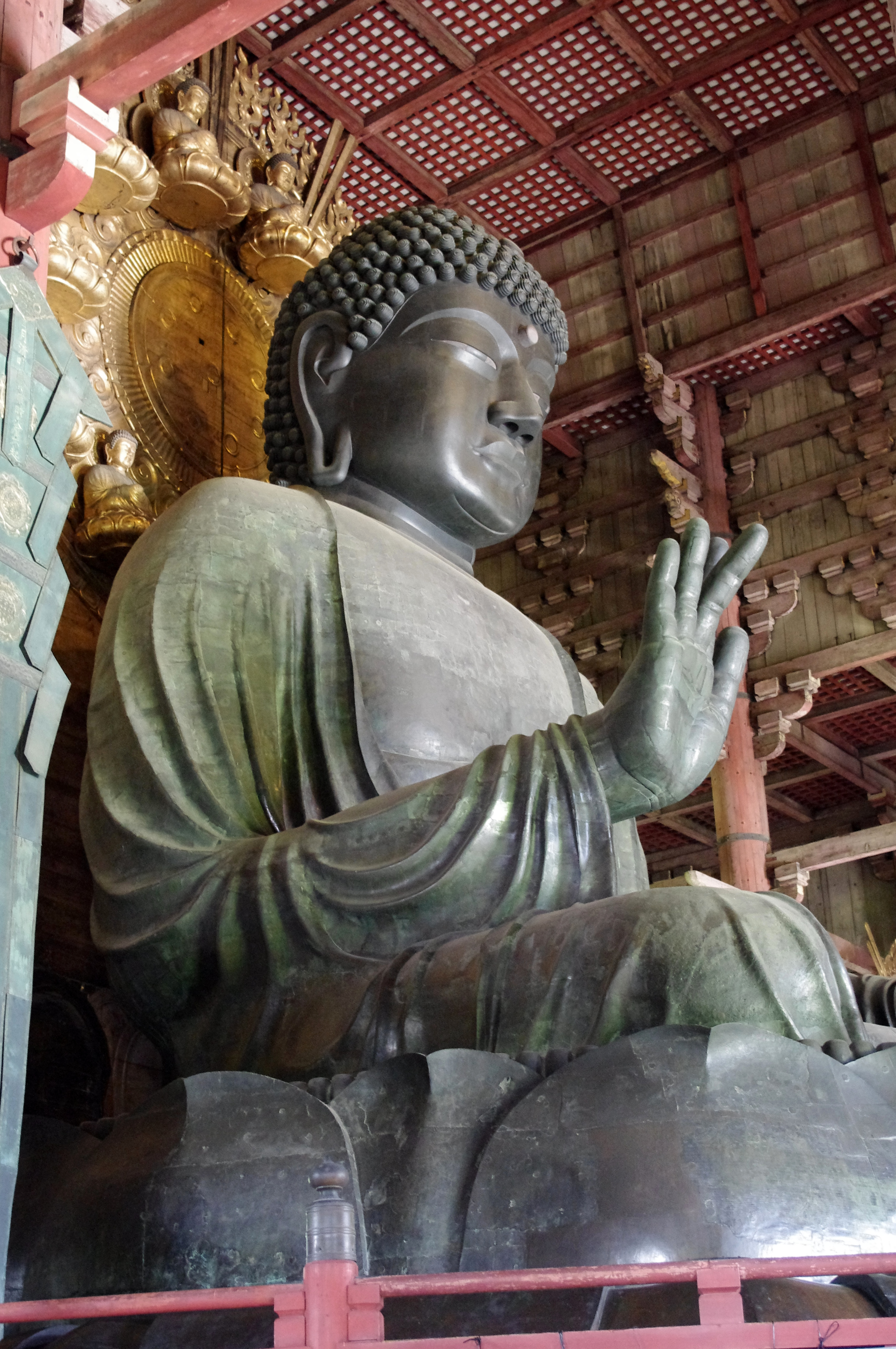
Daibutsu
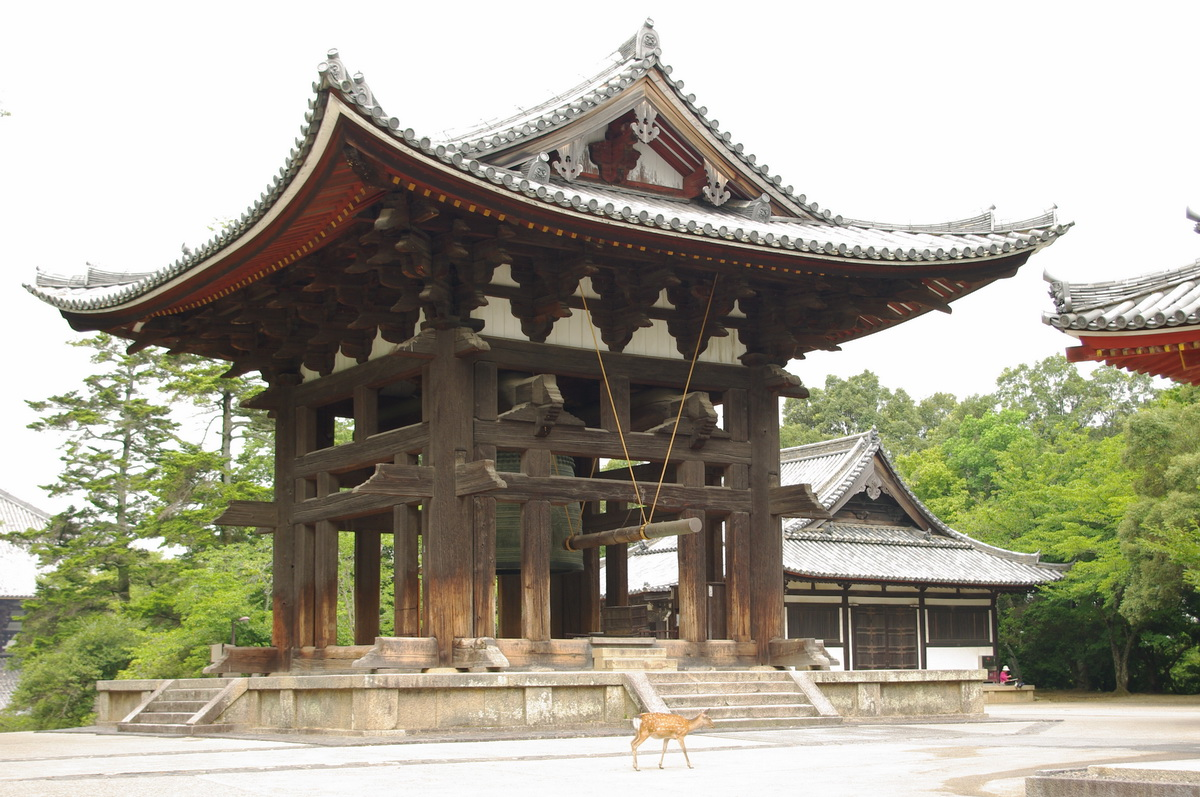
Wieża dzwonów
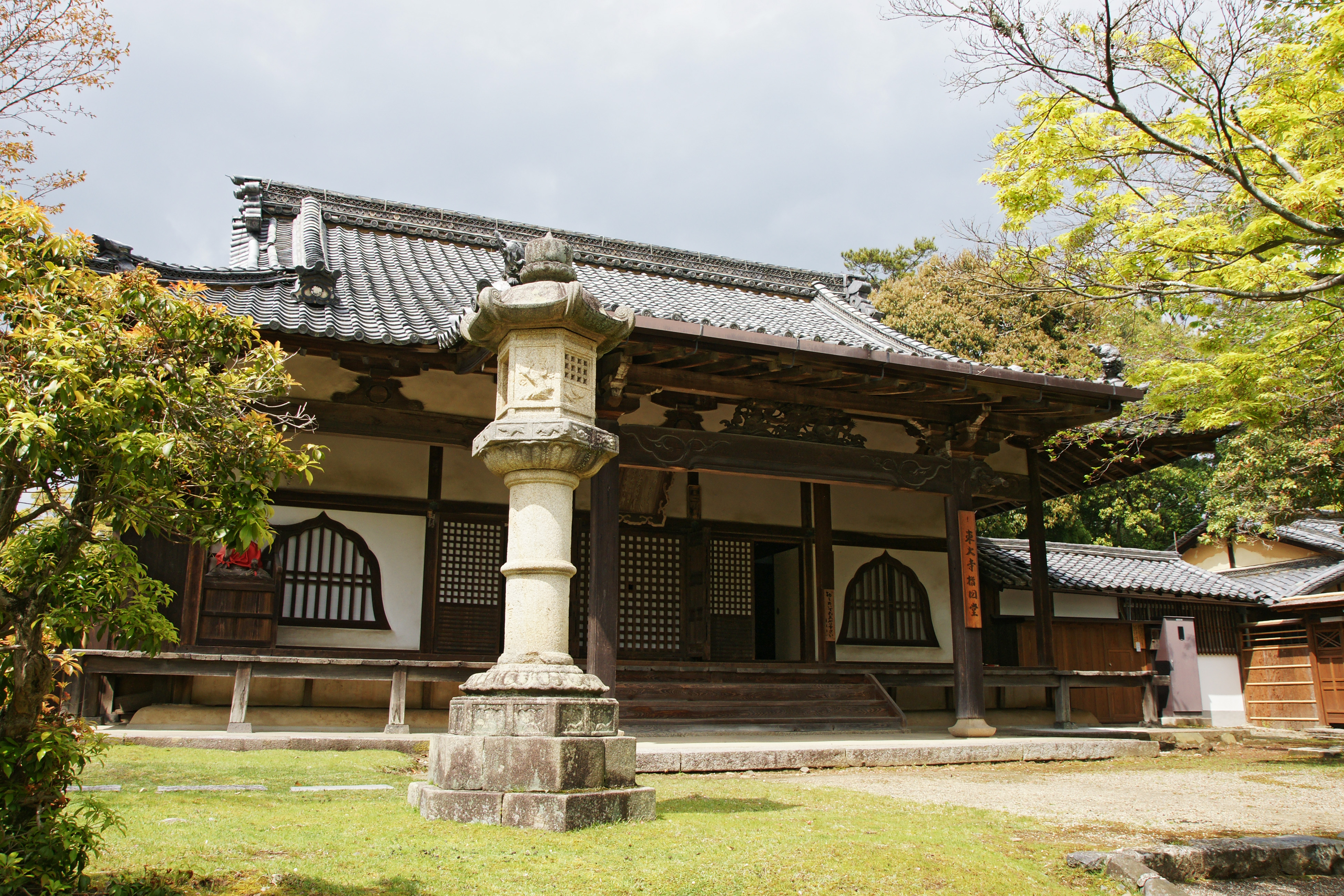
Sashizu-dō
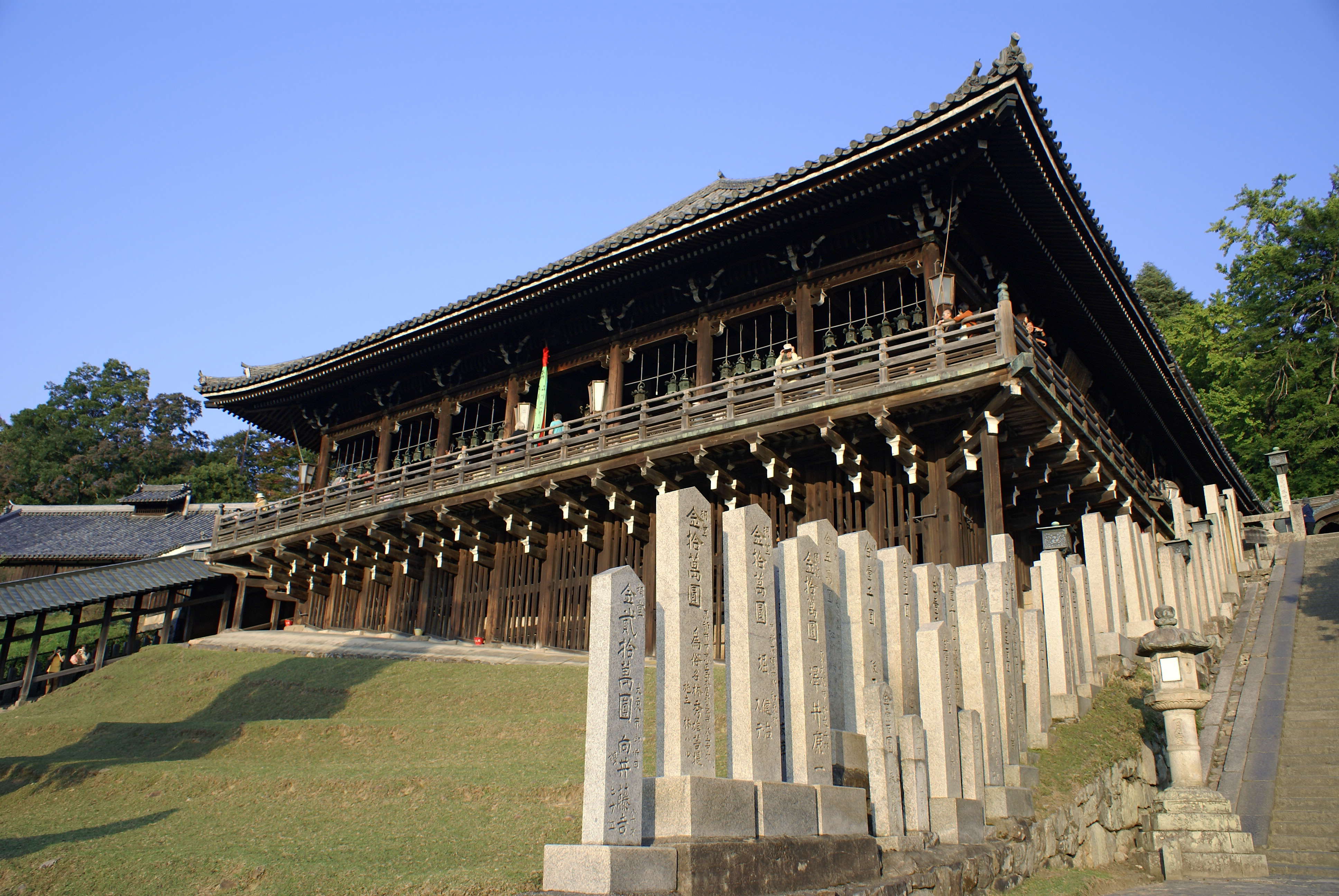
Nigatsu-dō
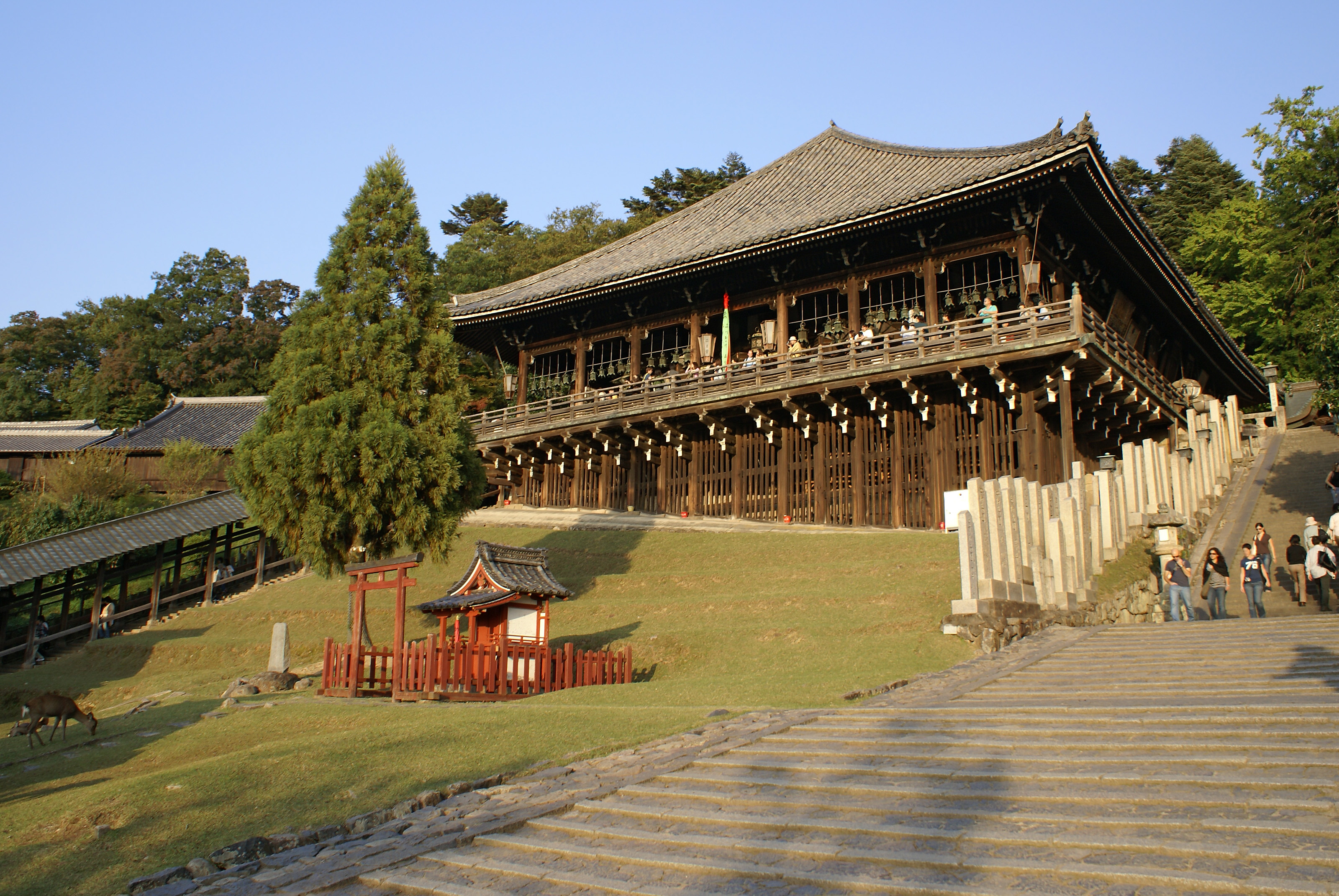
Nigatsu-dō
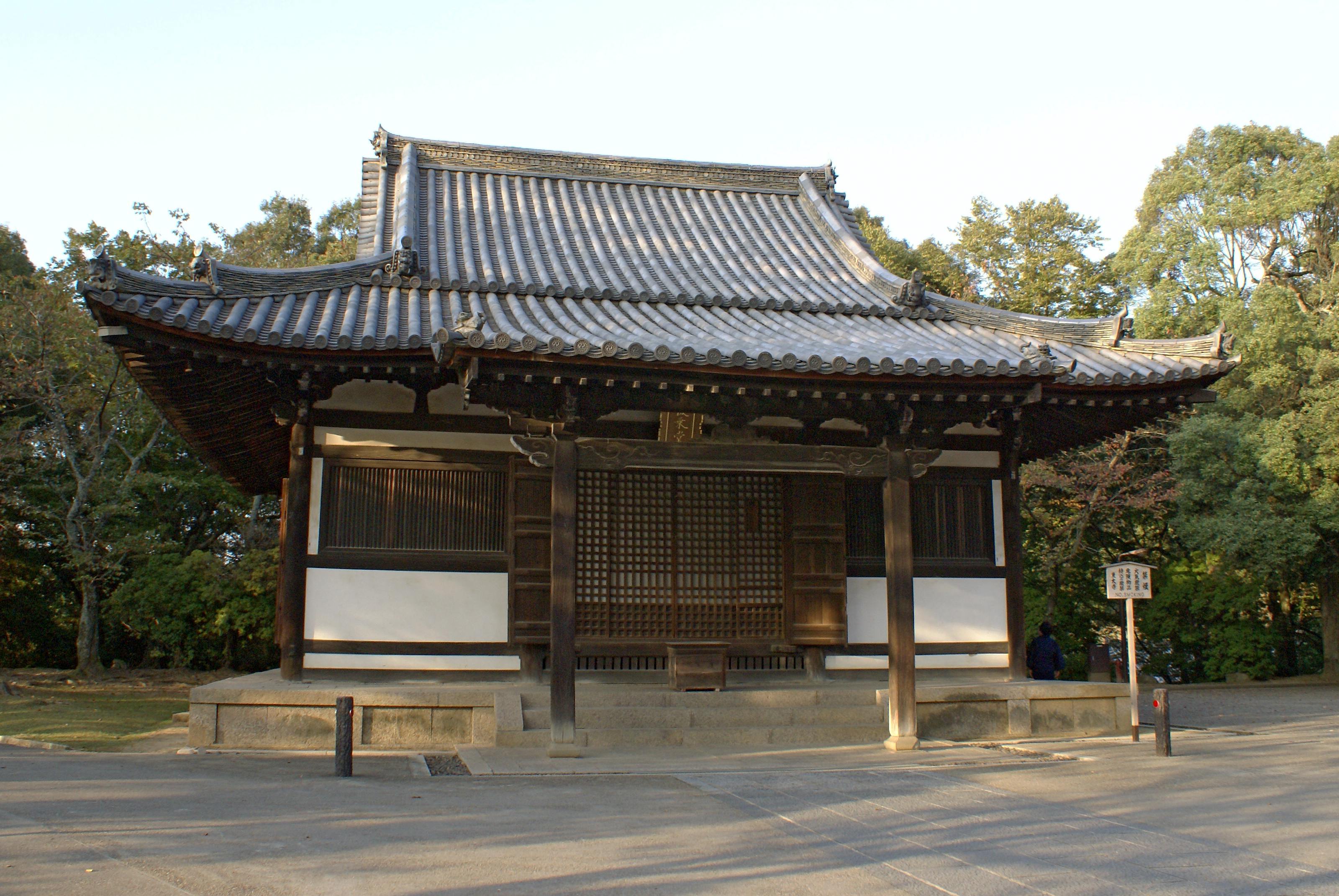
Shunjō-dō
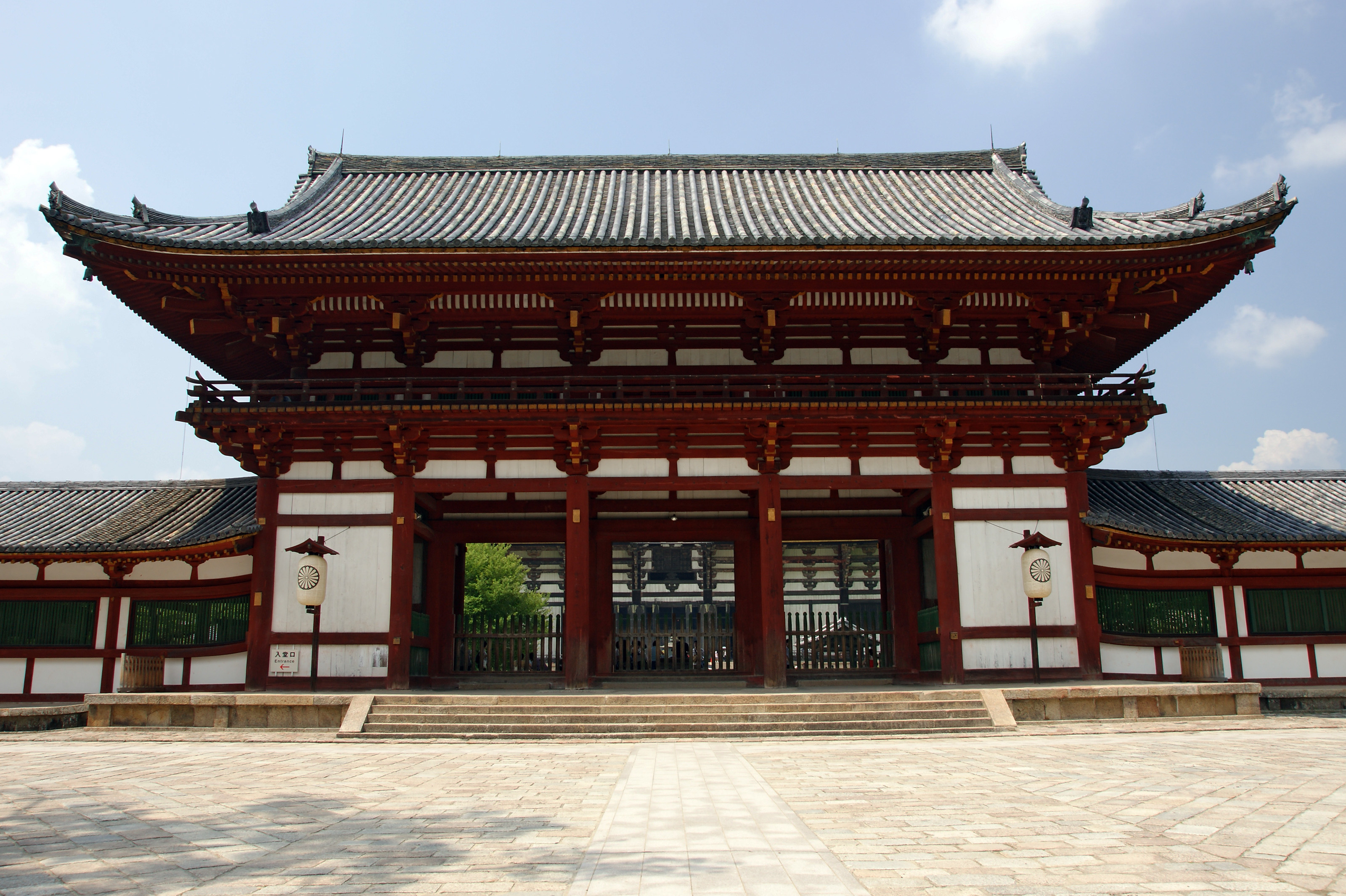
Chū-mon
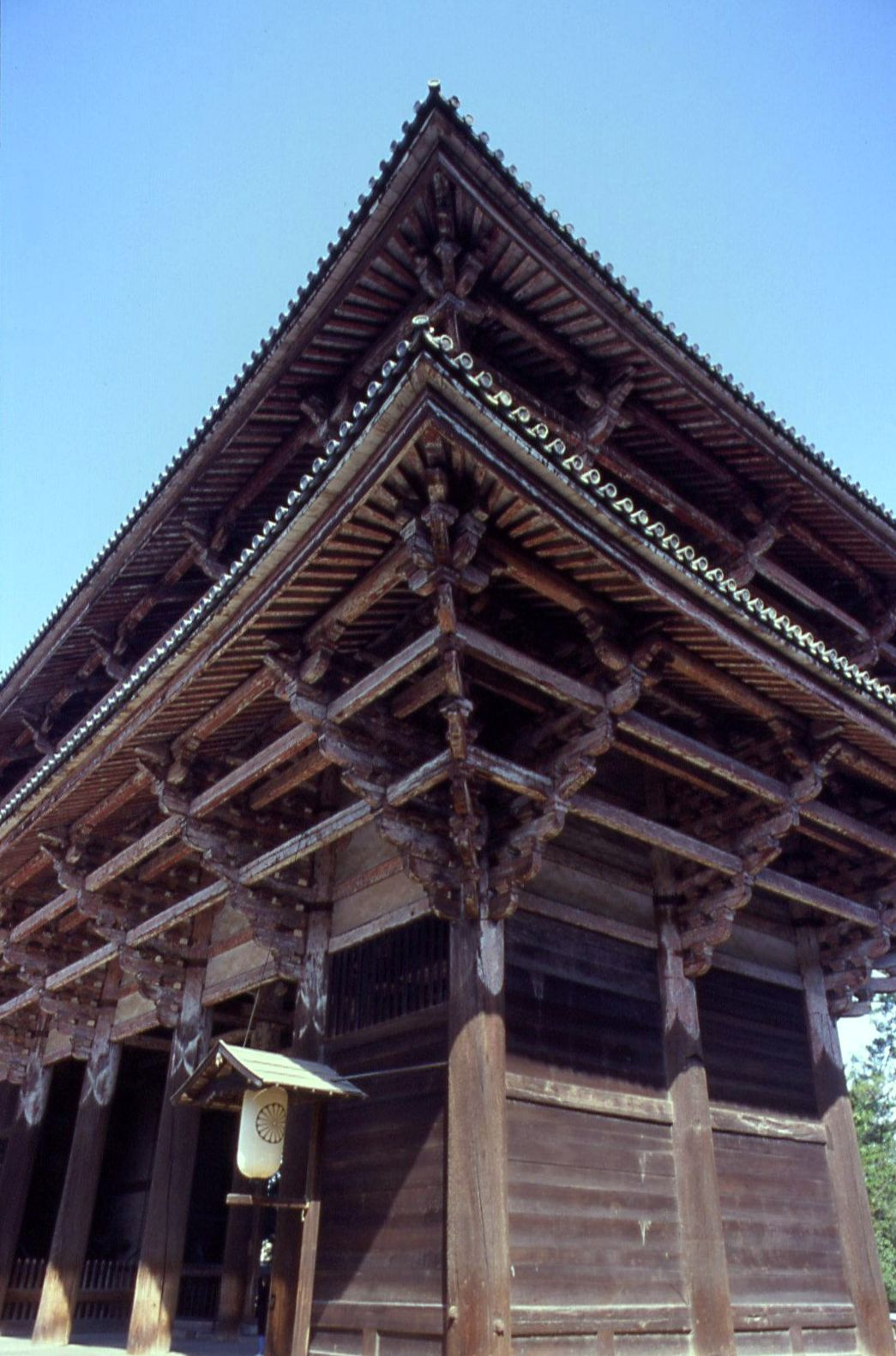
Nandai-mon
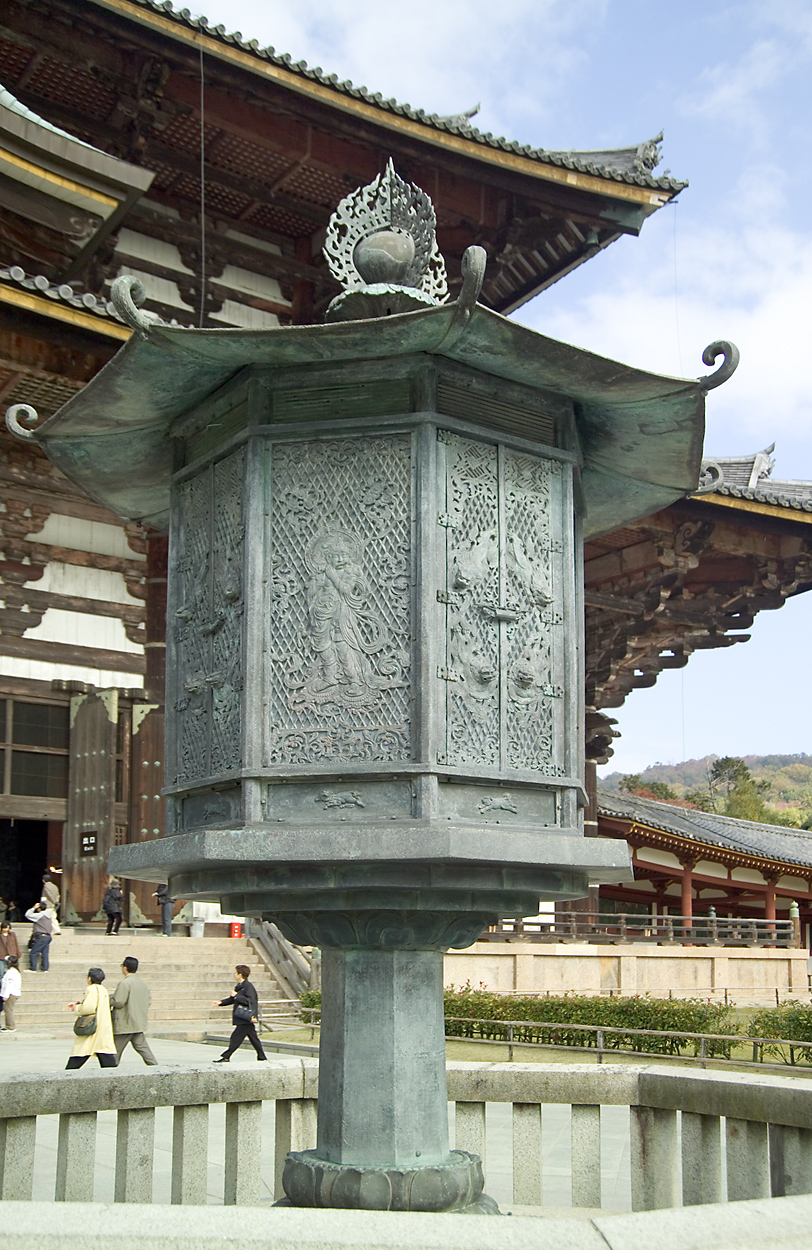
Latarnia z brązu
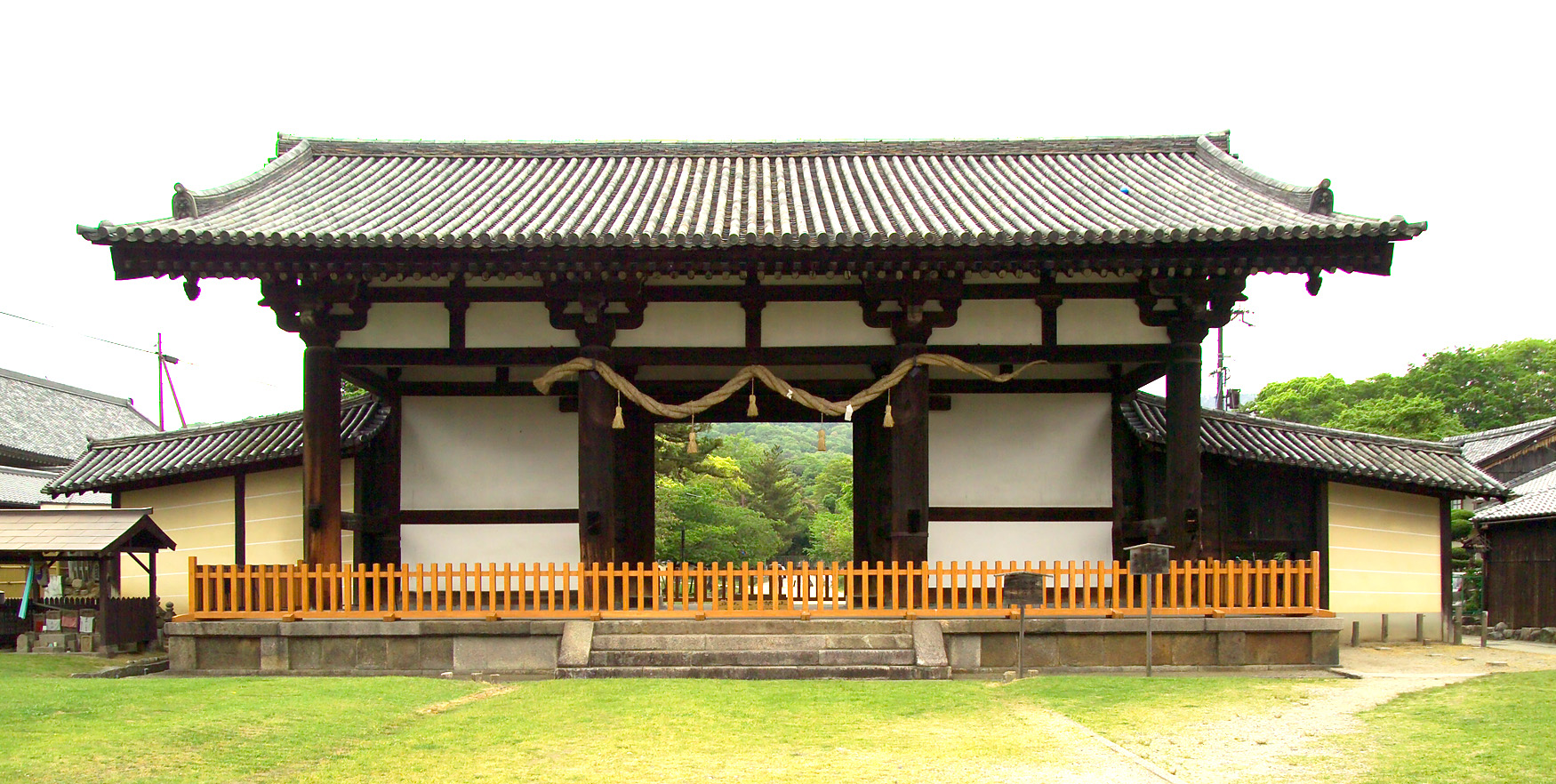
Tegai-mon